# Léo Joannon
Léo Joannon est un réalisateur, scénariste et producteur français, né le 21 août 1904 à Aix-en-Provence et mort le 28 mars 1969 à Neuilly-sur-Seine.
Il a réalisé, depuis le début du parlant jusqu'à la fin des années 1960, plus d'une trentaine de films.

## Biographie

### Origines
Léo Joannon naît sous le nom d'état civil de Léon Gabriel Paul Joannon le 21 août 1904 à Aix-en-Provence dans les Bouches-du-Rhône.

### Du cinéma populaire au cinéma engagé (1922-1940)
À vingt ans, rebuté par des études de droit, Léo Joannon se rêve romancier. Il écrit quelques nouvelles et publie des critiques cinématographiques, qui lui ouvrent un poste de régisseur chez Gaumont, où il s'initie au métier de cadreur. Devenu un expert en optique et mécanique cinématographiques, il est embauché comme assistant par Georg Wilhelm Pabst puis Augusto Genina et Carmine Gallone. En 1930, il entreprend sa première réalisation.
Il se lance alors dans une production commerciale, légère ou sentimentale, d'où l'originalité technique n'est pas toujours absente, comme lorsqu'il réalise un film musical, Le Chanteur de minuit, ou une pièce de théâtre filmée dans laquelle joue Raimu, Vous n'avez rien à déclarer ? Ce n'est qu'en 1938 qu'il peut exprimer une première fois l'ambition sociale qu'il assigne au cinéaste dans un plaidoyer pacifiste porté par Pierre Fresnay : Alerte en Méditerranée, sorti vingt jours avant les accords de Munich, glorifie le sens de l'honneur de la marine allemande et la collaboration entre militaires de camps opposés face à d'obscurs malfaiteurs sans morale. Le film obtient le grand prix du cinéma français.
Au début de l'année 1940, Léo Joannon dirige dans L'Émigrante, aux côtés d'Edwige Feuillère, l'actrice Foun-Sen, éternel personnage de l'Indochinoise du cinéma français qui deviendra son  épouse et auprès de laquelle il finira ses jours.

### Un cinéaste au service de l'Occupation (1941)
En 1941, plusieurs mois après le début de l'Occupation allemande, Léo Joannon se rapproche de la société de production Continental, créée à l'initiative de Joseph Goebbels, qui a subordonné toute l'industrie cinématographique française. Avec l'acteur Jean Brochard, il récupère pour le compte de cette société les studios de Boulogne, qui ont été aménagés juste avant la défaite dans l'ancienne usine de blanchisserie Heuzé pour concurrencer les studios de Billancourt.
Fort de cette position, il force son collègue Raymond Bernard à lui abandonner le scénario de Caprices que Bernard, en tant que juif, ne peut plus lui-même réaliser. Il menace de faire déporter les neveux du réalisateur et son frère Jean-Jacques Bernard. Celui-ci est en effet interné depuis le 12 décembre 1941 à Compiègne en vertu de la loi de discrimination des juifs du 2 juin 1941. Le film, dialogué par André Cayatte, sort le 16 février 1942 et Jean-Jacques Bernard est libéré 1er mars 1942 pour raisons de santé mais un des fils de celui-ci, François, mourra à Mauthausen.
Ce sera la seule collaboration directe de Léo Joannon avec la Continental. Le directeur de celle-ci, Alfred Greven, obtient qu'il soit nommé administrateur délégué de la Maîtrise artisanale de l'industrie cinématographique, maison de production au service de la propagande de Vichy. La MAIC produira deux de ses trois films suivants.

### Un propagandiste du régime de Vichy (1942-1944)
Léo Joannon soumet au Secrétariat général à la Jeunesse, que préside Henri Caillemer, et à la Direction générale du cinéma un projet de propagande cinématographique sur le redressement moral que prône la Révolution nationale à l'endroit d'une jeunesse « dévoyée ». Il en obtient respectivement une subvention d'un million de francs et un prêt de trois millions, soit un tiers du budget. Le COIC, par l'intermédiaire du Comité d'attribution des avances du Crédit national dont le président Wilfrid Baumgartner a été déporté, avance en outre les trois millions et demi nécessaires au montage.  En contrepartie des financements publics, en mai 1942, le réalisateur doit s'engager à laisser à M. Schiltz, chef-adjoint de la propagande au Secrétariat général à la Jeunesse, « un droit absolu de regard et de contrôle sur le plan moral et national ».
En 1943, six mois après l'occupation de la Zone libre par la Wehrmacht, Léo Joannon est nommé par le ministre du travail Hubert Lagardelle président d'une commission d'hommes de métier chargée d'organiser la Famille professionnelle des spectacles. Créée par un décret du 17 avril de la même année, la FPS est un organe de contrôle et de développement de l'industrie du spectacle prévu par la Charte du travail dans le cadre de la politique corporatiste mise en œuvre par le régime de Vichy. La FPS s'attribue la supervision du COIC, qui est depuis décembre 1940 l'instance de décision financière et de censure du cinéma au sein du Comité d'organisation. L'acteur Pierre Fresnay y prend la présidence de la première sous-commission, la plus mportante, et Léo Joannon s'y réserve la direction d'un département.
Fin 1943, Léo Joannon commence le tournage du Carrefour des enfants perdus, qui sortira en avril 1944, et donne à cette occasion son cinquième rôle à Serge Reggiani. Le projet fait étrangement écho à Prison sans barreaux, film soutenu par Jean Zay et le Front populaire en 1938, prônant comme lui une relation fondée sur la confiance avec les mineurs délinquants plutôt que sur les méthodes répressives des bagnes d'enfants, retournant seulement contre la IIIe République la responsabilité des échecs antérieurs. Le livre, l'instruction, la culture sont soigneusement évités dans cette rééducation, qui ne repose que sur la vertu affirmée du travail manuel.
Pour répondre à la censure, il a dû renoncer aux scènes qui dénoncent les violences familiales et les bagnes d'enfants. Il a dû également effacer certaines séquences documentaires qui donnaient au film l'aspect d'un reportage et rendait trop voyant le zèle du réalisateur à servir le gouvernement. Un centre de redressement par le travail, mis à disposition par le ministère de la Jeunesse, sert de plateau, plusieurs centaines d'enfants placés là se détournant de leur quotidien pour servir à la figuration.
Le résultat mêle curieusement la tradition humaniste qui dénonçait les bagnes d'enfants dans les années 1930 et l'apologie de l'éducation par l'inculcation de l'idéologie du chef. Or Joannon présente à l'écran cette apologie, au moment même où la milice de Darnand réalise cela sur le terrain : la récupération des mauvais garçons au service du régime et même du nazisme. La critique reçoit le film comme une œuvre de propagande, que ce soit pour dénoncer ou pour louer la démarche. Avec Mermoz de Louis Cuny et Coup de tête de René Le Hénaff, Carrefour des enfants perdus est un des rares films fascisants produit par le cinéma français durant l'Occupation.

### Un prosélyte du catholicisme et du colonialisme (1945-1969)
À la Libération, Léo Joannon réussit à sortir un film réalisé avec le même Jean Brochard durant la drôle de guerre mais les sympathies qu'il a affichées durant l'Occupation lui valent d'être mis au ban de la profession pendant cinq années.
En 1951, il a l'occasion de réunir pour une dernière fois Laurel et Hardy. L'opération finit par un échec. Il renoue avec son ambition édificatrice en réalisant entre 1954 et 1958 quatre apologies du prêtre affrontant le mal, de la rédemption par la foi ou du salut par le pardon. Ce sont successivement Le Défroqué, où il retrouve Pierre Fresnay, Le Secret de sœur Angèle, L'Homme aux clés d'or, également joué par Pierre Fresnay, Le Désert de Pigalle.
En 1963, il réalise le second film français, après Patrouille de choc de Claude Bernard-Aubert, consacré à la guerre d'Indochine. Mélodrame tiré d'un scénario très original qu'a écrit Georges Kessel (alias Jean Sorgues) le frère de Joseph Kessel et ex-directeur des magazines Détective puis Voilà et enfin Confessions, Fort du fou raconte, non sans nostalgie pour l'époque coloniale, l'abandon des Tonkinois catholiques par une armée française impuissante.

### Mort
Léo Joannon meurt le 28 mars 1969 à Neuilly-sur-Seine dans les Hauts-de-Seine.

## Filmographie

### Comme réalisateur
Moyens métrages
- 1935 : Le Bouif chez les pur-sang de la série du Bouif avec Félicien Tramel, de Georges de La Fouchardière et Georges Bever
- 1935 : Les Conquêtes de César avec Max Régnier et Madeleine Guitty

Longs métrages
- 1930 : Adieu les copains
- 1931 : La Voie du bonheur avec Jean Dehelly et Pauline Carton
- 1931 : Durand contre Durand avec Jeanne Helbling et Simone Simon
- 1932 : Suzanne avec Pauline Carton et Louis Florencie
- 1932 : Il a été perdu une mariée avec Monique Bert et Jean Weber
- 1933 : Six cent mille francs par mois avec Jean Ayme et Georges Biscot
- 1934 : On a trouvé une femme nue avec Mireille Balin et Saturnin Fabre
- 1935 : Bibi-la-Purée avec Georges Biscot et Josette Day
- 1935 : Quelle drôle de gosse avec Danielle Darrieux et Albert Préjean
- 1936 : Train de plaisir avec Marguerite Moreno et Saturnin Fabre
- 1936 : Mais n'te promène donc pas toute nue ! avec Arletty, Sinoël et Jean Tissier
- 1936 : L'Homme sans cœur avec Pierre Renoir et Marie Glory
- 1936 : Klokslag twaalf
- 1936 : Quand minuit sonnera avec Marie Bell et Marcel Dalio
- 1937 : Vous n'avez rien à déclarer ? avec Raimu, Sylvia Bataille et Pierre Brasseur
- 1937 : L'Homme sans cœur avec Pierre Renoir
- 1937 : Le Chanteur de minuit avec Jean Lumière et Yvette Lebon
- 1938 : Alerte en Méditerranée avec Pierre Fresnay
- 1940 : L'Émigrante avec Edwige Feuillère et Jean Chevrier
- 1942 : Caprices avec Danielle Darrieux et Albert Préjean
- 1943 : Le Camion blanc avec Jules Berry, François Périer et Blanchette Brunoy
- 1943 : Lucrèce avec Edwige Feuillère et Jean Mercanton
- 1944 : Le Carrefour des enfants perdus avec René Dary et Raymond Bussières
- 1945 : Documents secrets (tourné en 1940) avec Marie Déa et Raymond Rouleau
- 1950 : Le 84 prend des vacances avec Rellys et Paulette Dubost et Jacqueline Porel
- 1951 : Atoll K (Escapade) avec Stan Laurel, Oliver Hardy et Suzy Delair
- 1952 : Drôle de noce avec Julien Carette
- 1954 : Le Défroqué avec Pierre Fresnay
- 1956 : Le Secret de sœur Angèle avec Sophie Desmarets et Raf Vallone
- 1956 : L'Homme aux clés d'or avec Pierre Fresnay et Annie Girardot
- 1958 : Le Désert de Pigalle avec Annie Girardot
- 1958 : Tant d'amour perdu avec Pierre Fresnay
- 1962 : L'assassin est dans l'annuaire avec Fernandel et Marie Déa
- 1963 : Fort du fou avec Jean Rochefort
- 1966 : Trois enfants dans le désordre avec Bourvil, Jean Lefebvre et Anne-Marie Carrière
- 1967 : Les Arnaud avec Bourvil et Salvatore Adamo

### Comme scénariste
- 1928 : Heures d'angoisse de Gennaro Righelli
- 1954 : À toi... toujours (Casta Diva) de Carmine Gallone
- 1961 : Les Vierges de Rome de Carlo Ludovico Bragaglia et Vittorio Cottafavi

## Distinctions
- Grand prix du cinéma français 1938 pour Alerte en Méditerranée.
- Ours de bronze 1954 pour Le Défroqué.

## Contributions littéraires
Scénarios transcrits en romans, illustrés par les images des films correspondants
- Nostalgie, Gallimard, Paris, 1928, 96 p.
- « L'Enfer de l'amour », in Le Cinéma romanesque, n° 8, Paris, Gallimard, 1928, 96 p.
- Roger Allard, « Les Fugitifs », in Cinéma-Bibliothèque, n° 254, Paris, Jules Tallandier, 1929, 96 p.
- Ernest Fornairon, S.O.S. de Carmine Gallone, Paris, Jules Tallandier , 1932, 94 p.
- Ernest Fornairon, « Au service du tzar », in Cinéma-Bibliothèque, n° 529, Paris, Jules Tallandier, 1932, 94 p.
- Ernest Fornairon, « Un amour dans le désert », in Les Drames du cœur, n° 26, Paris, Librairie contemporaine, 1933, 96 p.
- Henry Dupuy-Mazuel, Le Secret de sœur Angèle, Paris, Librairie des Champs-Élysées, 1956, 242 p.

Paroles de chanson
- Avec Alfred Machard, musique de Jean Wiener, « La Fille du port », chanson pour piano du film Quand minuit sonnera, Paris, Éditions musicales Enoch, 1937.